# Johann Friedrich Ortlob
Johann Friedrich Ortlob (* 2. August 1661 in Oels, Herzogtum Oels; † 12. Dezember 1700 in Leipzig, Kurfürstentum Sachsen) war ein schlesischer Mediziner.

## Leben
Johann Friedrich Ortlob war der Sohn des Theologen Carl Ortlob. Seine frühe Ausbildung erhielt er am Oelser Gymnasium in Oels, am Maria-Magdalenen-Gymnasium und am Elisabet-Gymnasium in Breslau. Das Studium der Medizin begann Ortlob für ein Jahr an der Universität Frankfurt (Oder) unter Bernhard Friedrich Albinus und setzte es für drei Jahre an der Universität Leipzig unter Johannes Bohn fort, an der er im September 1684 die Doktorwürde erhielt. Nach Reisen nach Holland, England und Frankreich kehrte er 1686 nach Leipzig zurück und verheiratete sich noch im selben Jahr mit Johanna Sophia Eberhard, mit der er zusammen vier Söhne und vier Töchter hatte. An der Universität Leipzig hielt er Vorlesungen über Anatomie und Physiologie und wurde 1699 zum Kurfürstlich-sächsischen Leibarzt berufen und am 3. Juni 1700 zum Mitglied der Leopoldina ernannt. Bereits am 4. März 1699 wurde er in die Académie royale des sciences in Paris aufgenommen. Auf einer Dienstreise im November 1700 in Dresden erkrankte er so schwer, dass er am Morgen des 12. Dezember in Leipzig verstarb und am 16. Dezember daselbst beerdigt wurde. Sein Bruder war der Pädagoge Johann Christoph Ortlob und sein Onkel der Breslauer Stadtphysicus Friedrich Ortlob.

## Veröffentlichung
- mit Benedict Gullmann: Dissertatio medica de hydrae in hypochondriis nidulantis origine, indole, antidoto Digitalisat